# グウェンドリーヌ・アモン
グウェンドリーヌ・アモン（Gwendoline Hamon）は、フランス出身の女優である。

## 出演作品

### テレビ
- 猟犬たちの夜 そして復讐という名の牙
- 猟犬たちの夜 オルフェーヴル河岸36番地-パリ警視庁（イザベル）

### 映画
- サガン -悲しみよ こんにちは-